# Mario Stecher
Mario Stecher (Eisenerz, 17 luglio 1977) è un ex combinatista nordico austriaco, campione olimpico nella gara a squadre a Torino 2006 e a Vancouver 2010 e iridato nelle due gare a squadre disputate ai Mondiali di Oslo 2011.

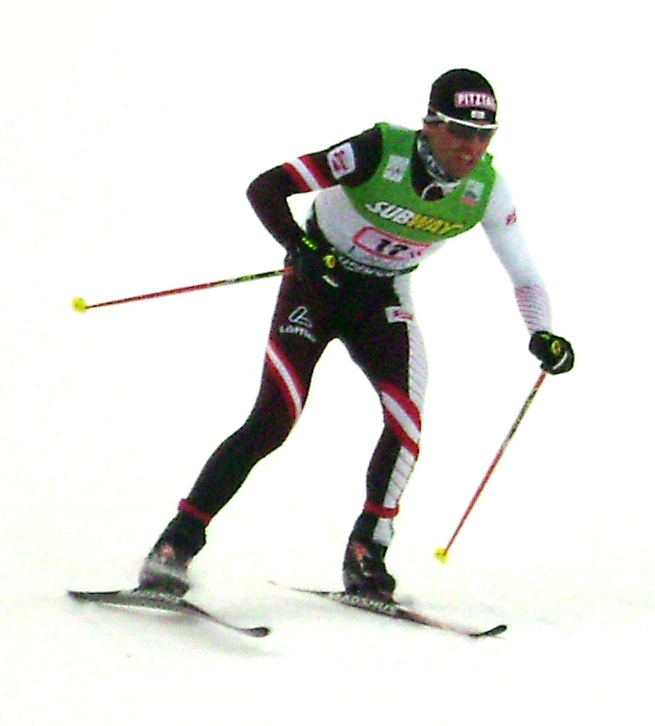
Mario Stecher in gara a Lahti nel 2014

Ai XXII Giochi olimpici invernali di Soči 2014 fu portabandiera dell'Austria nella cerimonia di apertura; saltuariamente prese parte anche a gare di salto con gli sci.
È marito della sciatrice alpina Carina Raich, a sua volta atleta di alto livello.

## Biografia

### Stagioni 1993-1999
Esordì in Coppa del Mondo nella stagione 1993-1994, il 4 dicembre a Saalfelden (7º), e conquistò la prima vittoria, nonché primo podio, il 15 gennaio 1994 nell'individuale di Oslo. In quella stagione prese parte a una gara della Coppa del Mondo di salto con gli sci, il 3 gennaio 1993 a Innsbruck, giungendo 41º.
Prese parte a due edizioni dei Mondiali juniores, Breitenwang 1994 e Gällivare 1995, vincendo quattro medaglie. Nel 1995 esordì ai Mondiali a Thunder Bay, giungendo 5º nella gara a squadre. Due anni dopo, a Trondheim 1997, conquistò la prima medaglia iridata vincendo il bronzo nella gara a squadre.
Fece il suo esordio alle Olimpiadi a Nagano 1998, ottenendo il quarto posto nella gara a squadre; ai Campionati austriaci del 1998 vinse due medaglie di bronzo nel salto con gli sci. L'anno successivo, ai Mondiali di Ramsau 1999, vinse l'argento nella sprint e giunse inoltre 25º nell'individuale e 7º nella gara a squadre.

### Stagioni 2000-2009
Ai Mondiali di Lahti 2001 vinse la medaglia d'argento nella gara a squadre, mentre l'anno successivo a Salt Lake City 2002 conquistò la sua prima medaglia olimpica, il bronzo nella gara a squadre, e giunse inoltre 6º nell'individuale e 11º nella sprint.
Nel 2005 prese parte ai Mondiali di Oberstdorf, giungendo 25º nell'individuale e 17º nella sprint. L'anno successivo a Torino 2006 vinse l'oro olimpico nella gara a squadre (con Michael Gruber, Christoph Bieler e Felix Gottwald), mentre fu 19º nell'individuale e 14º nella sprint.
Nell'edizione dei Mondiali di Sapporo 2007 arrivò 18º nell'individuale, 12º nella sprint e 4º nella gara a squadre; invece a Liberec 2009 fu 10º nell'individuale dal trampolino normale, 17º nell'individuale dal trampolino lungo, 22º nella partenza in linea e 5º nella gara a squadre.

### Stagioni 2010-2015
Ai Giochi olimpici di Vancouver 2010 conquistò nuovamente la medaglia d'oro nella gara a squadre, insieme a Bernhard Gruber, Felix Gottwald e David Kreiner; inoltre arrivò 5º nell'individuale dal trampolino normale e 8º nell'individuale dal trampolino lungo.
L'anno seguente ai Mondiali di Oslo 2011 ampliò ancora il suo palmarès, vincendo due medaglie d'oro nelle gare a squadre in programma (dal trampolino normale e da quello lungo), e giunse inoltre 29º nell'individuale dal trampolino normale e 10º nell'individuale dal trampolino lungo.
Nel 2013 prese parte ai Mondiali della Val di Fiemme, dove raccolse la medaglia d'argento nell'individuale dal trampolino normale e arrivò 21º nell'individuale dal trampolino lungo e 5º nella gara a squadre.
Ai XXII Giochi olimpici invernali di Soči 2014, dove fu portabandiera dell'Austria nella cerimonia di apertura, si classificò 18º nel trampolino normale, 19º nel trampolino lungo e 3º nella gara a squadre.
Durante la stagione 2014-2015 annunciò il ritiro dalle competizioni; la sua ultima gara in carriera fu l'individuale di Coppa del Mondo disputata a Sapporo il 24 gennaio.

## Palmarès

### Combinata nordica

#### Olimpiadi
- 4 medaglie:
  - 2 ori (gara a squadre a Torino 2006; gara a squadre a Vancouver 2010)
  - 2 bronzi (gara a squadre a Salt Lake City 2002; gara a squadre a Soči 2014)

#### Mondiali
- 6 medaglie:
  - 2 ori (trampolino normale a squadre, trampolino lungo a squadre a Oslo 2011)
  - 3 argenti (sprint a Ramsau 1999; gara a squadra a Lahti 2001; trampolino normale a Val di Fiemme 2013)
  - 1 bronzo (gara a squadre a Trondheim 1997)

#### Mondiali juniores
- 4 medaglie:
  - 2 ori (individuale a Breitenwang 1994; gara a squadre a Gållivare 1995)
  - 1 argento (individuale a Gållivare 1995)
  - 1 bronzo (gara a squadre a Breitenwang 1994)

#### Coppa del Mondo
- Miglior piazzamento in classifica generale: 2º nel 1998
- 49 podi (43 individuali, 6 a squadre):
  - 13 vittorie (12 individuali, 1 a squadre)
  - 15 secondi posti (13 individuali, 2 a squadre)
  - 21 terzi posti (18 individuali, 3 a squadre)

##### Coppa del Mondo - vittorie
| Data             | Località            | Nazione     | Trampolino                  | Spec.                                  |
| ---------------- | ------------------- | ----------- | --------------------------- | -------------------------------------- |
| 15 gennaio 1994  | Oslo Holmenkollen   | Norvegia    | Holmenkollen K110           | IN LH/15 km                            |
| 18 febbraio 1996 | Murau               | Austria     | Hans Walland K120           | IN LH/15 km                            |
| 29 dicembre 1996 | Oberwiesenthal      | Germania    | Fichtelberg K90             | SP NH/7,5 km                           |
| 18 gennaio 1997  | Sankt Moritz        | Svizzera    | Olympiaschanze K94          | IN NH/15 km                            |
| 1º febbraio 1997 | Hakuba              | Giappone    | Hakuba K120                 | IN LH/15 km                            |
| 13 dicembre 1997 | Steamboat Springs   | Stati Uniti | Howelsen K88                | IN NH/15 km                            |
| 10 marzo 1998    | Falun               | Svezia      | Lugnet K90                  | SP NH/7,5 km                           |
| 27 novembre 2005 | Kuusamo             | Finlandia   | Rukatunturi HS142           | SP LH/7,5 km                           |
| 7 febbraio 2009  | Seefeld in Tirol    | Austria     | Toni Seelos HS100           | IN NH/10 km                            |
| 31 gennaio 2010  | Seefeld in Tirol    | Austria     | Toni Seelos HS100           | IN NH/10 km                            |
| 18 dicembre 2010 | Ramsau am Dachstein | Austria     | W90-Mattensprunganlage HS98 | IN NH/10 km                            |
| 19 dicembre 2010 | Ramsau am Dachstein | Austria     | W90-Mattensprunganlage HS98 | IN NH/10 km                            |
| 2 dicembre 2012  | Kuusamo             | Finlandia   | Rukatunturi HS142           | T SP LH/2x7,5 km (con Bernhard Gruber) |

Legenda:

IN = individuale Gundersen

SP = sprint

T = gara a squadre

LH = trampolino lungo

NH = trampolino normale

#### Campionati austriaci
- 19 medaglie[3]:
  - 13 ori (individuale nel 1998; individuale nel 1999; individuale nel 2000; sprint nel 2001; individuale nel 2002; sprint, individuale nel 2005; sprint nel 2007; sprint nel 2008; trampolino normale nel 2010; HS140 skiroll nel 2011; HS140 skiroll, HS98 skiroll nel 2013)
  - 5 argenti (sprint nel 1998; individuale nel 2001; K90 nel 2003; sprint nel 2006; HS94 skiroll nel 2011)
  - 1 bronzo (15 km nel 2006)

### Salto con gli sci

#### Campionati austriaci
- 2 medaglie[3]:
  - 2 bronzi (K80 nel 1998; K120 nel 1998)